# Helena de Meneses
Helena Maria do Carmo Falcão Cotta de Bourbon e Menezes (5 de julho de 1892, Lisboa - 13 de agosto de 1980, Lisboa), também conhecida como Helena de Meneses ou Helena de Bourbon e Menezes, foi uma pintora, ceramista, desenhadora e professora portuguesa.

## Biografia
Nascida em Lisboa, a 5 de julho de 1892, Helena Maria do Carmo Falcão Cotta de Bourbon e Menezes era filha de Gaspar Augusto Falcão Cotta de Bourbon Azevedo e Menezes (1845-1914) e de Elvira Maria do Carmo Garcia Lopes Van-Zeller, sendo irmã de Afonso Augusto Bourbon e Menezes (1890-1948), escritor, jornalista, político republicano e secretário particular de Bernardino Machado (1851-1944), Luísa Gonzaga Van-Zeller Fernandes e Georgina Gonzaga Garcia Van-Zeller. Era sobrinha de Maria Júlia Falcão Pinheiro de Azevedo Bourbon e Menezes (1853-1925), casada com o escritor e jornalista José de Azevedo e Menezes (1849-1938), do qual também era prima.
Descendente dos Condes de Azevedo, uma família aristocrata que se converteu ao republicanismo na viragem do século XX, Helena de Meneses ingressou, durante a década de 1910, na Escola de Belas Artes de Lisboa, onde foi colega de Luís Salvador Júnior (1897-1986), Varela Aldemira (1895-1975), João Reis (1899-1982), Sarah Affonso (1899-1983), Mário Augusto (1885-1941), Mário Alberto de Sousa Gomes (1899-?), Albertino Vieira Guimarães (1891-?) e Aurora Bermudes, entre muitos outros artistas, tendo sido pupila de Henrique de Vilhena, José Veloso Salgado e Carlos Reis.
Participou em diversas exposições a título individual e coletivo, tais como as realizadas no Salão da Sociedade Nacional de Belas Artes (1925), Salão Bobone (1929), 2º Salão de Humoristas no Porto (1926), 2ª Exposição do Grupo dos Humoristas Portugueses (1940), Salão Silva Porto (1946), ou ainda na galeria "O Primeiro de Janeiro" no Porto (1973). Notabilizou-se pelas suas paisagens naturalistas retratadas em pinturas a óleo, aguarelas, desenhos a carvão ou ainda pelos seus retratos e caricaturas.
Anos mais tarde, tornou-se diretora da Escola de Artes e Ofícios Baltasar do Couto, uma instituição criada e direcionada para o ensino das rendas de bilros, em Vila do Conde.
Faleceu a 13 de agosto de 1980 em Lisboa, após ter doado várias obras da sua autoria para diversos museus nacionais.